# Ortologia

Figura 1: Exemplo hipotético de um gene G presente em uma espécie ancestral que em suas especies subjacentes, espécie A e B, se tornam respectivamente os genes Ga e Gb, sendo então tais genes ortólogos um ao outro.

Ortologia é em biologia a relação entre genes homólogos duplicados de um ancestral comum, compartilhados pelas duas especies irmãs subjacentes, onde no decorrer da evolução os dois genes se diferenciam gradualmente mas que continuam a ter uma função correspondente. Apesar de existir uma controvérsia na utilização dos termos ortologia e paralogia. Um exemplo de ortologia se dá na Hemoglobina de humanos e de ratos, e um exemplo hipotético pode ser visto na Figura 1.